# 雨木シュウスケ
雨木 シュウスケ（あまぎ しゅうすけ）は、日本の男性ライトノベル作家。雨木 秀介名義で時代小説を書いている。

## 経歴
広島県三原市出身。物語を書き始めたのは高校時代の宿題がきっかけ。「羅生門」の続きを考える課題で、物語をつくるのが面白くなったという。大学卒業後、フリーターを経てアミューズメントメディア総合学院ノベルズ学科2003年度卒業。第15回ファンタジア長編小説大賞〈佳作〉受賞作『マテリアルナイト 少女は巨人と踊る』でデビュー。二作目である『鋼殻のレギオス』は、文庫シリーズ14巻で計400万部に達している。TVアニメ化もされ、2009年1月から同年6月まで放送された。

## 作品リスト

### 小説

#### 富士見書房
- マテリアルナイト（富士見ファンタジア文庫、イラスト：椋本夏夜、2003年9月 - 2005年2月、全5巻）
- 鋼殻のレギオス[2]（富士見ファンタジア文庫、イラスト：深遊、2006年3月 - 2013年9月、全25巻）
  - レジェンド・オブ・レギオス - 全3巻
  - 聖戦のレギオス 全3巻
  - ぼくとレギオスの旅 全2巻
  - オール・オブ・レギオス 全2巻
- Nin×Nin- 忍- ドラぴくSS（ドラゴンマガジン2010年5月号 短編読切）
- 弾正の蜘蛛（新時代小説文庫、イラスト：ワカマツカオリ、2014年5月、単巻）
- ドラグリミット・ファンタジア（富士見ファンタジア文庫、イラスト：しばの番茶、2013年12月 - 2014年1月、全2巻）
- クラウン・オブ・リザードマン（富士見ファンタジア文庫、イラスト：凪良、2017年4月 - 2018年1月、全3巻）
- 進むは覇道の迷宮喰い（ドラゴンマガジン2018年11月号 龍皇杯参加短編）

#### ジャイブ
- 黒翼ストラグル（瓦礫の空に煌く炎―Novel:ゲヘナ アナスタシス掲載、2006年8月）

#### 講談社
- 七曲ナナミの斜めな事情（講談社ラノベ文庫、イラスト：硯、2013年10月 - 2014年12月、全4巻）
- グリモアコートの乙女たち（講談社ラノベ文庫、イラスト：かわく、2015年6月 - 2016年2月、全2巻）
- 魔女と魔城のサバトマリナ（講談社ラノベ文庫、イラスト：POKImari、2017/3/31 - 、既刊1巻）

#### 集英社
- 黒騎士さんは働きたくない（ダッシュエックス文庫、イラスト：伍長、2016年11月 - 、既刊3巻）

#### BookBase
- セカンドムーン 少女と掃除機のルンバ（ダンガン文庫、イラスト：黒井ススム、2024年1月、単巻）

### 漫画原作
- 蒼星のハイラント（タテスクコミック、メインキャラクターデザイン：片桐いくみ　作画：A-1 Pictures（マカリア））